# 大門碑林公園
大門碑林公園（だいもんひりんこうえん）は、山梨県西八代郡市川三郷町市川大門にある公園である。

## 概要
市川三郷町は古くから和紙生産が盛んで書道用紙も生産されており、それにちなんで中華人民共和国にある陝西省の西安碑林や山東省の曲阜碑林の名碑の名碑を集めた公園である。
園内は中国風になっており、拓本も体験できる。

## 利用案内
- 営業時間
  - 9時30分 - 16時30分（但し、入園は16時まで）
- 休業日
  - 毎週月曜日（月曜日が祝日の場合、翌日が代休となる）
- 入場料金
  - 大人：600円
  - 高校生：500円
  - 小中学生：250円

## アクセス
- JR身延線市川本町駅より徒歩約15分。
- JR身延線市川大門駅よりタクシー。